# Università Corvinus di Budapest
L'Università Corvinus di Budapest (in ungherese Budapesti Corvinus Egyetem), fondata nel 1948, è una delle più grandi università dell'Ungheria, con sede a Budapest. È specializzata nell'insegnamento delle scienze economiche e manageriali.

## Storia
Il predecessore giuridico dell'università era la facoltà di economia dell'Università Reale, fondata nel 1920. Durante il periodo comunista, dal 1953, venne intitolata a Karl Marx, di cui, ancora oggi, ospita una statua. Dopo il 1990 assume il nome di Università delle Scienze Economiche di Budapest (in ungherese Budapesti Közgazdaságtudományi Egyetem). In seguito alla fusione con una facoltà di amministrazione statale e una facoltà di scienze dell'alimentazione assume il nome Università Corvinus di Budapest.

## Campus

### Edificio centrale
L'edificio centrale si trova sulla sponda del Danubio dalla parte di Pest. Venne disegnato da Miklós Ybl, architetto ungherese. La costruzione terminò il 1º maggio 1874. L'edificio è sede dell'Università Economica dell'Ungheria dal 1950. Gli ascensori sono stati costruiti nell'anno 1953, poi nel 1957 il laboratorio e nel 1963 il centro informatico.

## Facoltà
- Facoltà di scienze economiche e aziendali
- Facoltà di scienze dell'economia
- Facoltà di scienza sociali
- Facoltà dell'amministrazione statale
- Facoltà di scienze della nutrizione
- Facoltà di orticoltura
- Facoltà di architettura del paesaggio

## Fototeca

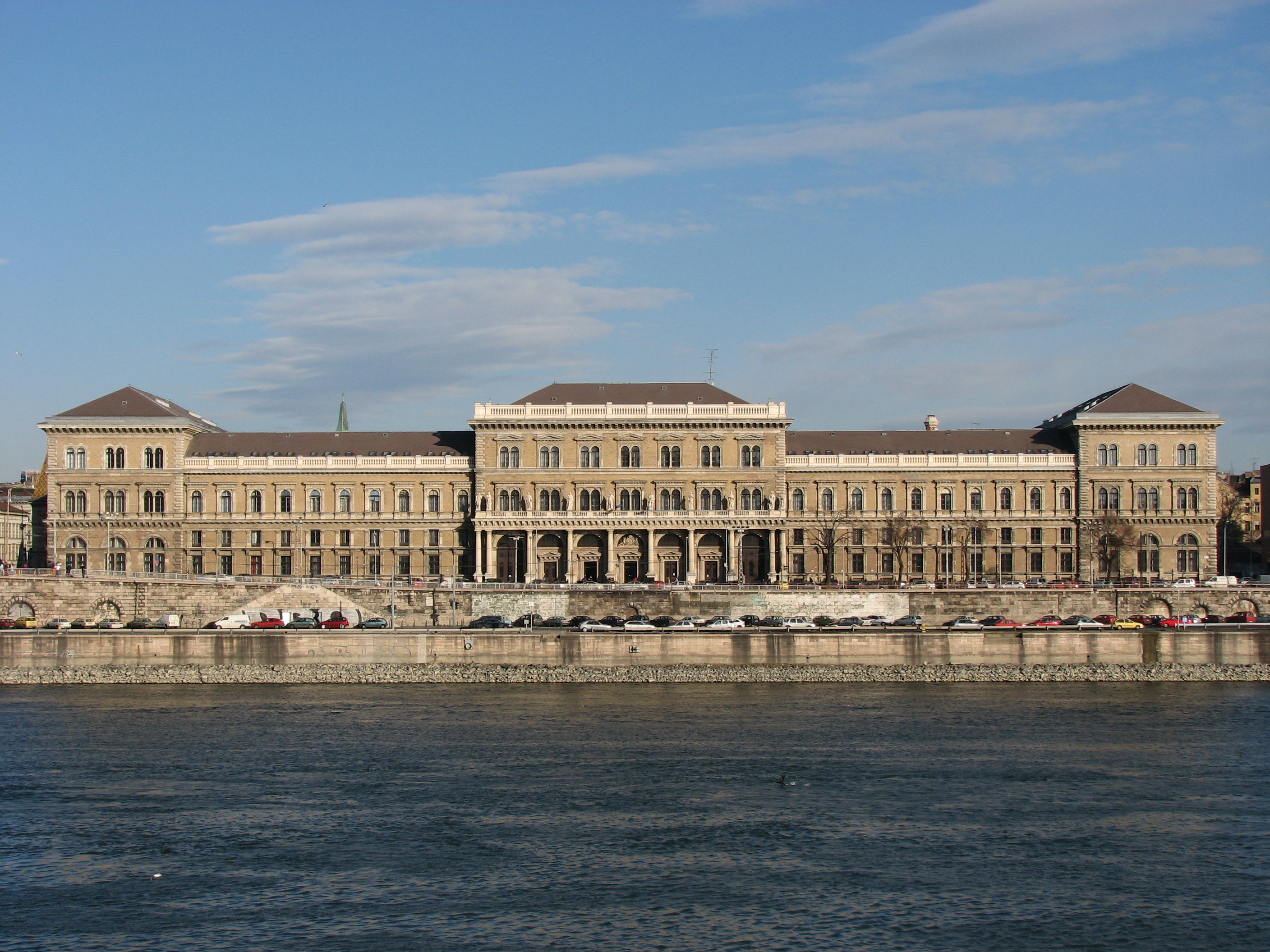
Il palazzo dell'università.
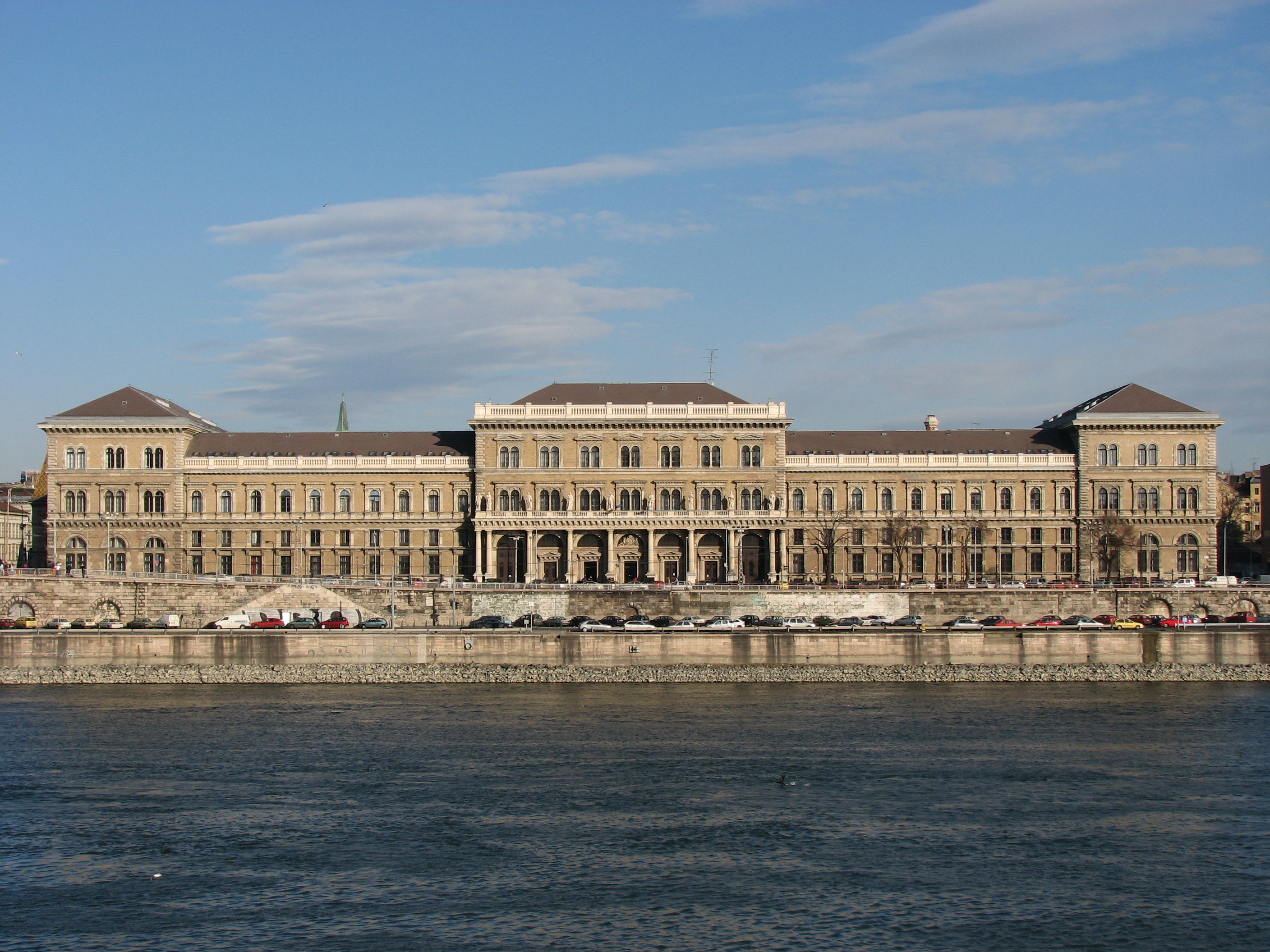
L'edificio principale.
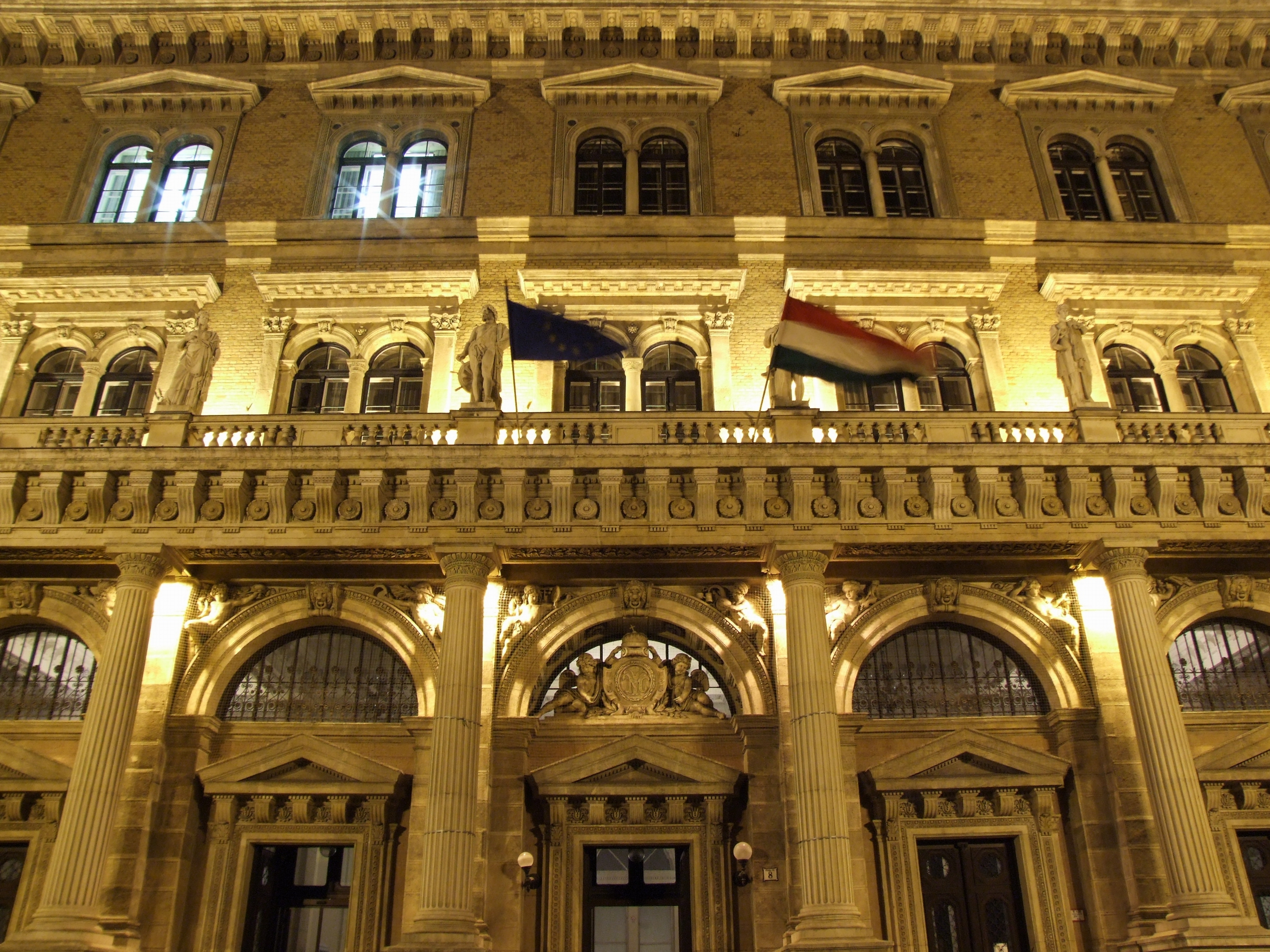
Facciata dell'edificio principale di notte.
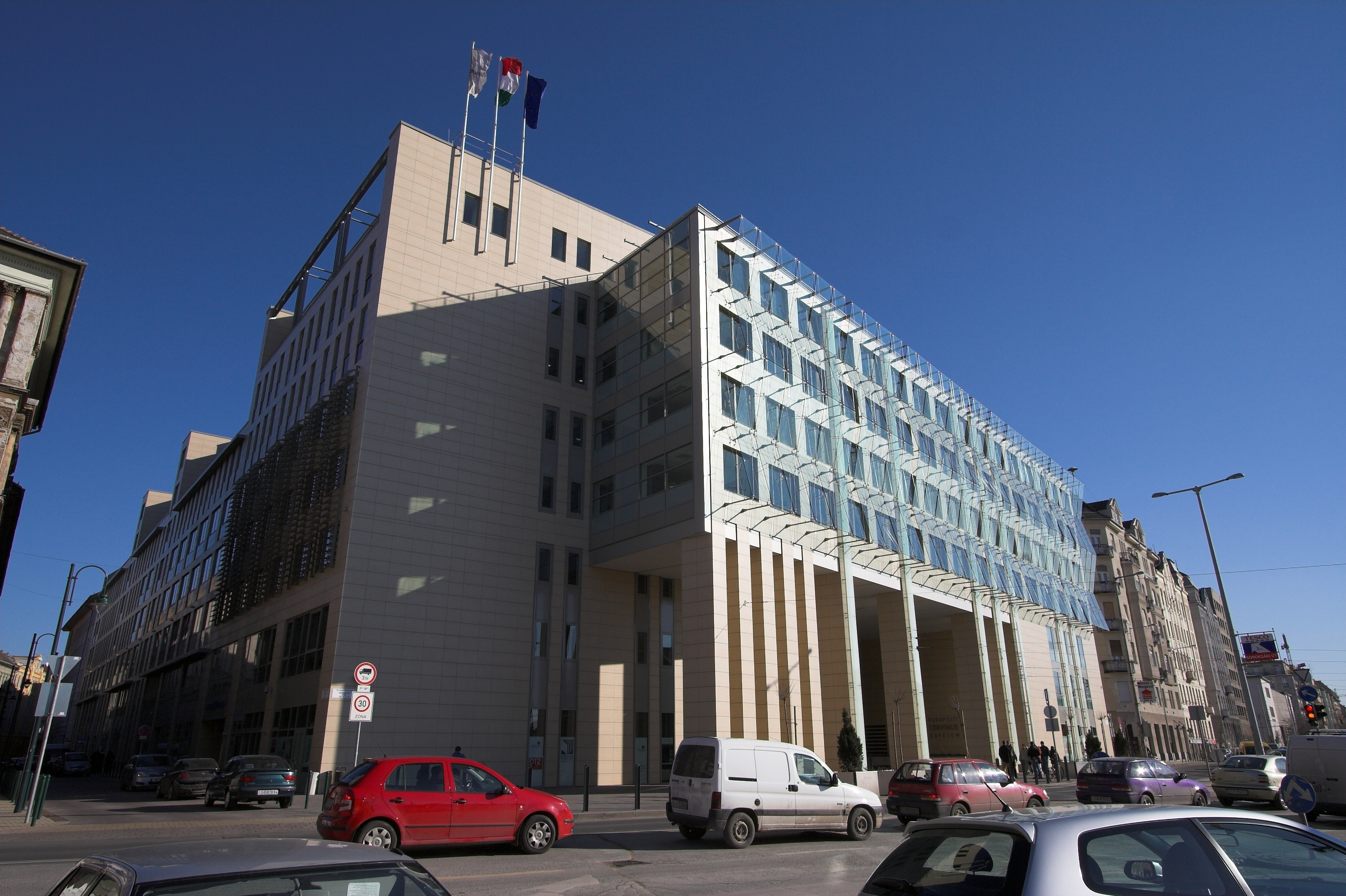
Il nuovo edificio.